# Hjemkomst af M/S Erria
Hjemkomst af M/S Erria er en dansk dokumentarfilm fra 1945.

## Handling
Denne artikel mangler et handlingsreferat. Hjælp os med at skrive det.